# Matali Crasset
Matali Crasset, född 28 juli 1965 i Châlons-en-Champagne, är en fransk formgivare.
Matali Crasset arbetade hos Philippe Starck under fem år och därefter från 1998 i egen regi med att skapa inredningar och formgivning. Crasset var representant för den holländska formgivning som lanserats av Droog Design. Hon har skapat ett helt möbelsystem av rutiga boxar att bygga med.